# Christina Rodrigues
Christina Rodrigues, eigentlich Christina Maria Rodrigues Texeira (anhörenⓘ * 1963 in Brasilien; † 17. Dezember 2020 in Rio de Janeiro, Brasilien), war eine brasilianische Fernsehschauspielerin. 
Sie spielte ausschließlich Rollen in Telenovelas und ihre Fernsehkarriere umfasste 21 Jahre. Sie begann mit der humoristischen Serie Zorra total 1999, in der sie bis 2015 durchgängig vor der Kamera stand und die ihre bekannteste Serie wurde.
Sie kam Mitte Dezember 2020 ins Krankenhaus, wo sie nach nur vier Tagen Aufenthalt an den Folgen einer COVID-19-Erkrankung mit 57 Jahren verstarb.

## Filmographie
- Zorra Total (1999–2015), Comedy-Show.
- Beleza Pura (2008), Telenovela.
- Guerra e Paz (2008), Fernsehserie.
- Além do Horizonte (2013), Telenovela.
- Malhação Sonhos (2014), Telenovela.
- Êta Mundo Bom! (2016), Telenovela.
- Segundo Sol (2018), Telenovela.
- Salve-se Quem Puder (2020), Telenovela.